# Гарден-Сити (Канзас)
Гарден-Сити (англ.  Garden City ) — город и административный центр округа  Финни  в штате Канзас США.

## Описание
Административный центр округа Финни с 1883 года. Находится в юго-западном Канзасе. Расположен на реке Арканзас. Основанный в 1878 году, он получил своё название по предложению посетителя, который восхищался местным цветником. Город является центром орошаемого сельскохозяйственного района долины реки Арканзас, известного своей люцерной, пшеницей, зерновым сорго, сахарной свёклой и скотом. Основные отрасли промышленности города включают в себя мясопереработку, переработку продуктов питания, машиностроение и производство кирпича и черепицы. В окрестностях добывают природный газ и нефть. Общественный колледж Гарден-Сити был основан в 1919 году. Зоопарк Ли Ричардсона, расположенный в парке Финнап, является крупнейшим зоопарком штата. Заповедник Финни-Гейм к югу от города защищает большое стадо буйволов. Инкорпорирован в 1883 году. Население в 2000 году — 28 451, в 2010 году — 26 658 жителей.

## Население
| 2010   | 2020    |
| ------ | ------- |
| 26 658 | ↗28 151 |